# 妹尾義行
妹尾 義行（せお よしゆき、1956年 - ）は、日本の実業家、大八化学工業株式会社代表取締役社長。

## 人物・経歴
1956年、香川県生まれ。1979年、立教大学経済学部卒業。大八化学工業所（現大八化学工業）入社。2010年取締役、2020年代表取締役常務。2021年6月代表取締役社長。